# ボーロマトライローカナート
ボーロマトライローカナート（Borommatrailokkanat、1431年 - 1488年）は、現在のタイのかつての王朝、アユタヤ王朝の王の1人。スコータイ王朝の末裔であり、アユタヤ王として即位する前にスコータイ最後の王が死んだので、一時スコータイの国主となった。その後、父であるサームプラヤー王が崩御したためアユタヤ王となった。
この時代、アユタヤ王朝初期に定められた文武混交の行政組織、「内務大臣」、「宮法大臣」、「大蔵大臣」、「農業大臣」があったが、ボーロマトライローカナート王はそれらをいったん「総理大臣」の下に置いた。さらに軍隊としては「軍部総司令官」を定め、その下に2つの「司令官」を定めた後、象兵長と、歩兵隊三隊をその下に定め、行政を効率化した。この行政体系はアユタヤ王朝の後も続き、ラーマ5世によるチャクリー改革まで続いた。法制面では、前王サームプラヤーの時代にクメール人のバラモンによって導入された神王政治を発展させ、サックディナー制度を完成させた。サックディナー制度は、1932年に立憲革命が起こるまで存続した。
軍事面では、マラッカのムスリムがアユタヤ王朝に対し独立運動を起こしたため、これを制圧。今度は、サワンカロークの王がチエンマイのラーンナータイ王国と共同でアユタヤに反旗を翻し軍隊を南下させたので、ボーロマトライローカナートはまずサワンカロークを討って、都を北部のピサヌロークへ移し、ようやくチエンマイを討った。アユタヤ・ラーンナー戦争（1456年 - 1474年）の北部征伐の様子は、後に文学作品『リリット・ユワンパーイ』にまとめられたが、これはアユタヤ王朝を代表する文学作品となっている。
また、文学者でもあり、『欽定版ジャータカ物語』を執筆したといわれる。このほか『リリット・プラロー』などを記したとされるが、真偽については諸説がある。

## 関連記事
- タイ君主一覧